# Borgo Val di Taro
Borgo Val di Taro (emilián nyelven Borgtär, borgói nyelvjárásbaban Bùrgu) település Olaszországban, Emilia-Romagna régióban, Parma megyében. Lakosainak száma 6716 fő (2023. január 1.). Borgo Val di Taro Albareto, Bardi, Berceto, Compiano, Pontremoli és Valmozzola községekkel határos.

## Népesség
A település népessége az elmúlt években az alábbi módon változott:
| Lakosok száma | 6923 | 6907 | 6716 |
|               | 2017 | 2018 | 2023 |